# 駱牙
駱牙（らく が、528年 - 584年）は、南朝梁から南朝陳にかけての軍人。『南史』では駱文牙（らく ぶんが）と書かれる。字は旗門。本貫は呉興郡臨安県。

## 経歴
梁の鄱陽嗣王中兵参軍事の駱裕と陳氏（臨安国太夫人）のあいだの子として生まれた。太清3年（549年）、陳蒨が臨安県に避難すると、駱牙の母の陵氏が陳蒨を賓客として迎えて厚遇した。陳蒨が呉興郡太守となると、駱牙は召し出されて将帥となり、杜龕や張彪らを討ち、多くの戦いで先鋒をつとめた。のちに功績によって直閤将軍の位を受けた。
太平2年（557年）、母が死去し、服喪のため職を去った。陳蒨が会稽郡に駐屯すると、山陰県令として起用された。永定3年（559年）、安東府中兵参軍に任じられ、冶城に駐屯した。陳蒨の下で王琳と南皖で戦った。陳蒨（陳の文帝）が即位すると、仮節・威虜将軍・員外散騎常侍の位を受け、臨安県侯に封じられた。まもなく臨安県令となり、越州刺史に転じた。さらに貞威将軍・晋陵郡太守に転じた。
天嘉3年（562年）、周迪を討った功績により、冠軍将軍・臨川郡内史に任じられた。太建3年（571年）、安遠将軍・衡陽郡内史となったが、赴任しないうちに桂陽郡太守に転じた。太建8年（576年）、入朝して、散騎常侍の位を受け、殿省に宿直した。太建10年（578年）、豊州刺史に任じられた。至徳2年（584年）、死去した。享年は57。安遠将軍・広州刺史の位を追贈された。
子の駱義が後を嗣いだ。

## 伝記資料
- 『陳書』巻22 列伝第16
- 『南史』巻67 列伝第57